# 賽門·阿切爾
賽門·大衛·阿切爾，MBE（1973年6月27日—），是一名英格蘭羽球運動員。他曾以162英里/小時的擊球速度創造了世界紀錄。

## 夏季奧運會
阿切爾在1996年奧運會與克里斯·亨特一起參加羽毛球雙打比賽。他們在四分之一決賽中被淘汰出局。2000年奧運會，他與內森·羅布森搭檔，但他們在四分之一決賽中輸了，這次的對手是印尼的吳俊明和陳甲亮。然而，阿切爾還與喬安·古德參加混合雙打，並獲得銅牌。

## 大英國協運動會
阿切爾和喬安·古德在1998年和2002年的大英國協運動會上兩次獲得混合雙打金牌。阿切爾也分別與克里斯·亨特和詹姆斯·安德森搭檔獲得男子雙打銅牌。

## 退休
2006年8月，阿切爾宣布，他將不再參加國際比賽。不過他仍然為伍斯特郡隊打羽球，並且曾在德國打球。

## 榮譽
阿切爾在2004年女王的生日榮譽中獲頒大英帝國勳章（MBE）。